# Боб Ајгер
Роберт Ајгер (енгл. Robert A. Iger; Њујорк, 10. фебруар 1951) је бизнисмен, председник Управног одбора и извршни директор Дизнија. Радио је као председник Еј-Би-Си 1994—1995. и главни оперативни директор Capital Cities/ABC 1995—1996. године. Године 2000. је именован за председника Дизнија и наследио је Мајкла Ајзнера на месту извршног директора 2005. године.
Током свог петнаестогодишњег мандата извршног директора, Ајгер је проширио Дизнијев списак интелектуалне својине и његово присуство на међународним тржиштима. Надгледао је куповину Пиксара 2006. за 7,4 милијарде долара, Марвел интертејмента 2009. за четири милијарде долара, Лукасфилма 2012. за 4,06 милијарди долара. Ајгер је такође проширио одмаралишта у тематским парковима компаније у источној Азији, увођењем Дизниленда у Хонгконгу и Шангају 2005. и 2016. године. Био је покретач Волт Дизни анимејшон студиоза и стратегије брендираног издања продукције његовог филмског студија.
Боб Чапек је 25. фебруара 2020. именован за његовог наследника на месту генералног директора Дизнија. Ајгер је као извршни председник радио до 31. децембра 2021. године. Под Ајгеровим вођством, Дизнијева тржишна капитализација је порасла са 48 милијарди долара на 257 милијарди.

## Признања
Јуна 2012. Стивен Спилберг, директор и оснивач Института за визуелну историју и образовање USC Shoah Foundation, је уручио Ајгеру награду „Амбасадор за хуманост”. Добио је признање за подршку раду института, дугогодишње човекољубље и лидерску улогу у корпоративном грађанству. Године 2014. је добио награду Удружења продуцената Америке, највеће признање за појединца или тим који је допринео забави.
Маја 2015. Broadcasting & Cable је објавио Ајгера у галерији славних. Чланови The Toy Association су га одабрали за Кућу славних индустрије играчака у знак признања за његов допринос индустрији и утицај који је његов рад имао на животе деце широм света.
Децембру 2019. Ајгер је проглашен од часописа Тајм за пословног човека године. Године 2020. је примљен у Телевизијску кућу славних.